# Kristina Oxenstierna
Kristina Oxenstierna (även Christina), född i februari 1610 på Fiholms slott, död 8 augusti 1631, dotter till rikskanslern Axel Oxenstierna och Anna Åkesdotter Bååt. Gift den 22 juli 1628 med fältmarskalken Gustaf Horn, med vilken hon fick dottern Agneta (1629–1672), samt sonen Axel (1630–1631).

## Biografi
Cirka sex veckor efter Agnetas födelse, det vill säga i slutet av september 1629, reste Kristina Oxenstierna med sin dotter till Kurland, där maken tjänstgjorde i krig mot polackerna. Senare samma år begav sig hela familjen till Finland. Våren 1630 reste de till Åbo, varifrån Gustaf Horn avseglade till Polen för att tjänstgöra medan Kristina Oxenstierna och dottern Agneta begav sig till mormor Anna Åkesdotter Bååt på Fiholms slott i Södermanland. Därefter begav sig Kristina och Agneta till Häringe slott. Här föddes sonen Axel Horn.
I april 1631 avreste Kristina Oxenstierna, tillsammans med barnen, från Älvsnabben till Wolgast och vidare till Neumark där maken Gustaf Horn vid tillfället tjänstgjorde. I juli 1631 insjuknade Kristina i pesten och fördes till Stettin där hon avled den 8 augusti 1631. Hennes lik insattes i Sankt Jacobs kyrka i Stettin där hon förvarades i nästa två år. Barnen fördes efter någon månad av Johan Sparre till hennes svåger Claes Horns hustru Ebba Leijonhufvud i Wolgast.
Dottern Agneta (född i Riga 18 aug 1629) skrev en dagbok som kom att bli mycket betydande för dagens kunskaper om dåtidens kvinnor. 
Redan i oktober 1631 avled sonen Axel i Wolgast hos fru Ebba Leijonhufvud på grund av vanskötsel och hans kropp placerades hos modern i kyrkan i väntan på en lämplig transport hem till Sverige. Kristinas man Gustav Horn tillfångatogs i slaget vid Nördlingen 1634 och tillbringade därefter tiden fram till 1642 i fångenskap.